# Phyllagathis hispidissima
Phyllagathis hispidissima är en tvåhjärtbladig växtart som först beskrevs av Chieh Chen, och fick sitt nu gällande namn av Chieh Chen. Phyllagathis hispidissima ingår i släktet Phyllagathis och familjen Melastomataceae. Inga underarter finns listade i Catalogue of Life.